# ベッツェッカ
ベッツェッカ（イタリア語: Bezzecca）は、イタリア共和国トレンティーノ＝アルト・アディジェ州トレント県レードロに属する分離集落（フラツィオーネ）。
第三次イタリア独立戦争（普墺戦争）のベッツェッカの戦い（1866年）は当地で戦われた。かつては独立した自治体（コムーネ）であったが、2010年1月1日、ヴァッレ・ディ・レードロにある他の5つのコムーネ(コンチェーイ、ティアルノ・ディ・ソット、ティアルノ・ディ・ソプラ、ピエーヴェ・ディ・レードロ、モリーナ・ディ・レードロ)と合併し、新自治体の一部となった。

## 地理

### 位置・広がり
レードロの中部、レードロ湖の北西に位置する。
独立したコムーネの時期には 17.73km2 の面積があり、中心地区の標高は697m、最低地点は674m、最高地点は2254mであった。

#### 旧隣接コムーネ
ベッツェッカがコムーネであった当時の隣接コムーネは以下の通り。*は、ともにレードロに統合されたコムーネ。
- コンチェーイ - 北 *
- ピエーヴェ・ディ・レードロ - 南東 *
- モリーナ・ディ・レードロ - 南東 *
- ティアルノ・ディ・ソット - 南西 *
- ティアルノ・ディ・ソプラ - 南西 *
- ピエーヴェ・ディ・ボーノ - 北西

## 社会

### 人口

#### 人口推移
旧コムーネの人口推移は以下のとおり。2009年末時点のコムーネ人口は595人であった。

### 居住地区別人口
旧コムーネについて、国立統計研究所（ISTAT）は居住地区（Località abitata）別の人口として以下を掲げている。統計は2001年時点。
| 地区名               | 標高      | 人口 | 備考                                       |
| -------------------- | --------- | ---- | ------------------------------------------ |
| BEZZECCA             | 674/2254  | 591  |                                            |
| BEZZECCA *           | 697       | 565  |                                            |
| Bungalows Val Molini | 740       | -    | 人口の流動的な地区                         |
| Case Sparse          | -         | 26   |                                            |
| Costa delle Tope     | 1500/2254 | -    | コンチェーイとの境界未画定地域。無人の山地 |
| Monte Cadria         | 1500/2254 | -    | 無人の山地                                 |

ISTATは人口統計上、家屋密度の高い centro abitato （居住の中心地区）、密度の低い nucleo abitato （居住の核となる地区）、まとまった居住地区を形成していない case sparse （散在家屋）の区分を用いている。上の表で地名がすべて大文字で示されているものが centro abitato である。「*」印が付されているのは、コムーネの役場・役所 la casa comunale の置かれている地区である。